# عادل محمود
عادل محمود (۲۴ اوت ۱۹۴۱ – ۱۱ ژوئن ۲۰۱۸) پزشک مصری-آمریکایی و استاد دانشگاه بود که بر روی توسعه واکسن پاپیلوما ویروس انسانی نظارت داشت و به عنوان یکی از سازندگان واکسن در عصر حاضر شناخته می‌شود.